# 庄尾
庄尾，是臺灣臺中市大甲區的一個傳統地域名稱，位於該區南半葉中部。相較於今日行政區，其範圍大致包括庄美里不含最北端、新美里、南陽里最西端、薰風里西南端、順天里不含東北部、孔門里不含北部及東南大半部、平安里南部、武曲里最南端，以及大安區福興里最東端。
庄尾東側緊鄰昔日大甲聚落，目前除西側及西南側部分地區外，均已發展成為大甲市區的一部分。

## 歷史
台灣清治末期，庄尾地區為一街庄，稱為「庄尾庄」，隸屬於苗栗三堡。該庄北與橫圳庄、營盤口庄為鄰，東與山腳庄、大甲街為鄰，南邊東側一小段與外水尾庄為界，南邊西側及西南邊為蕃仔藔庄，西邊為牛埔庄、溪洲庄。
1901年（日明治三十四年）11月，全台廢縣廳改設二十廳，該庄隸屬於苗栗廳。1903年（明治三十六年）6月，該庄編入「大甲區」，仍隸屬於苗栗廳。1909年（明治四十二年）10月，全台二十廳合併為十二廳，苗栗廳廢止，大甲區改隸屬於臺中廳。1920年（大正九年），全台地方制度大改正，該庄改制為「庄尾」大字，隸屬於臺中州大甲郡大甲庄。1933年，大甲庄升格為大甲街。
戰後大甲街改制為大甲鎮，隸屬於臺中縣，大字亦改制為里。1950年10月，中、彰、投分治，大甲鎮隸屬不變。2010年12月，隨著臺中縣、市合併為直轄臺中市，大甲鎮改制為大甲區。

## 交通
省道台1線（經國路）又稱「縱貫公路」，是台北至屏東楓港的台灣西部傳統平面幹道，大致以北偏東—南偏西走向轉縱向再轉北偏西－南偏東走向經過本地區中部。由該道路向北偏東繞過大甲市區可前往苑裡、通霄、後龍、頭份等地，向南偏東繞過大甲市區可前往清水、梧棲、龍井、大肚等地。
市道132號（大安港路、文武路）是大安港至后里的道路，大致以西北－東南走向轉西北西－東南東走向經過本地區東北部。由該道路向西北可前往大安港並止於區道中7線，向東南東繞過台鐵大甲車站可前往外埔、后里並止於台鐵后里車站。
區道中13線（信義路）是江南至大甲的道路，其南側端點位於本地區中部偏東北的市道132號路口。由此向北北東出境後，可前往營盤口、頂店與社尾交界地帶、社尾、下大安最東部並止於區道中8線路口。
區道中18線（興安路、光明路）是頂庄至大甲的道路，其東側端點位於本地區東部邊界地帶的舊省道台1線（順天路）路口。由此向西北經省道台1線後逐漸轉東北東－西南西走向，出境後可前往番子寮西北角、後厝子與牛埔交界地帶、福興、中庄的頂庄並止於大安國小旁的區道中7線路口。

## 學校
- 順天國中
- 順天國小
- 文昌國小（小部分）

## 文化資產
- 林氏貞孝坊（市定古蹟）